# Puchar Davisa

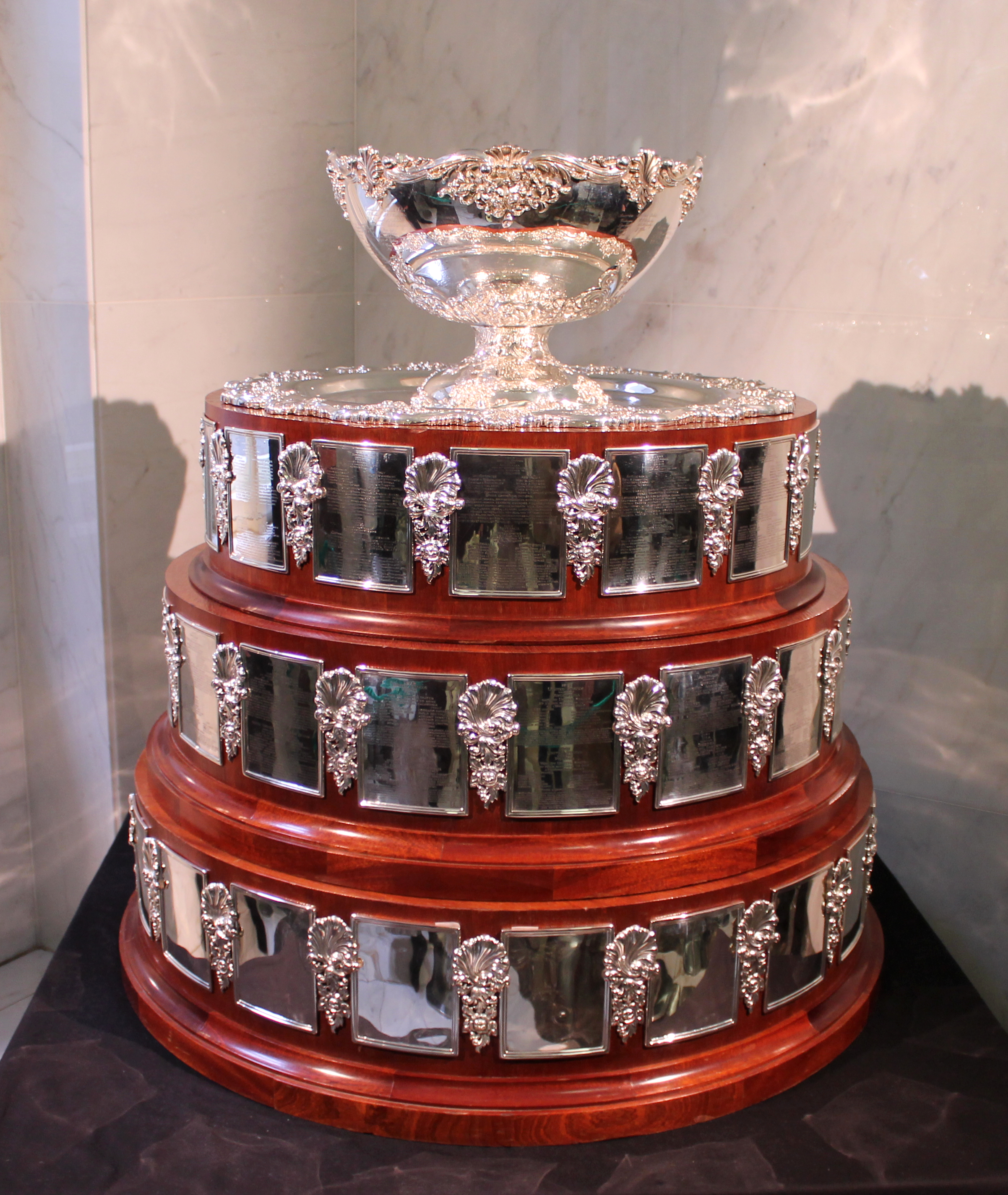
Puchar Davisa

Puchar Davisa, Davis Cup – największe na świecie międzynarodowe zawody tenisowe drużyn męskich. Rozgrywki organizowane są corocznie przez Międzynarodową Federację Tenisową i odbywają się systemem mieszanym, pucharowym bądź kołowym. Kobiecym odpowiednikiem jest Puchar Billie Jean King.

## Zasady
Każda runda składa się z pięciu meczów (rubberów): dwa pierwsze to gry singlowe, następnie rozgrywany jest debel i kolejne dwa pojedynki singlowe, w których biorą udział zawodnicy z początkowych starć zamieniając się przeciwnikami (single odwrócone). Nie ma ograniczeń, co do zawodników biorących udział w grze podwójnej; mogą być to ci sami, co w singlach, dwaj inni zawodnicy lub ich kombinacja. W przypadku, gdy jedna drużyna rozstrzygnęła rubbery na swoją korzyść każda z ekip może zmienić zawodników biorących udział w drugiej turze singli, muszą być oni jednak wpisani na listę uczestników turnieju, a pary z pierwszej tury nie mogą się powtarzać.
Możliwe jest też wcześniejsze zakończenie konkursu, gdy jedna drużyna ma na koncie trzy zwycięstwa (np. 3-0 lub 3-1).

## Historia
Turniej został wymyślony przez czterech zawodników z drużyny tenisowej Harvard University, którzy chcieli rzucić wyzwanie studentom brytyjskim. Idea ta zaczęła zyskiwać uznanie poszczególnych związków tenisa ziemnego, więc jeden z pomysłodawców – Dwight Davis postanowił dopracować reguły konkursu i z własnych oszczędności zakupił srebrny puchar – główną nagrodę.
Pierwsze zawody pomiędzy Stanami Zjednoczonymi, a Wielką Brytanią zostały rozegrane 10 sierpnia 1900 w Brookline. Drużyna amerykańska, której jednym z zawodników był Davis, rozgromiła Brytyjczyków, wygrywając trzy pierwsze mecze. W następnym roku kraje te się nie spotkały, ale USA ponownie zdobyło puchar w 1902. Do roku 1905 w turnieju wzięły udział takie kraje jak: Belgia, Francja, Austria i Australazja – (do 1913 połączone drużyny Australii i Nowej Zelandii)
Nazwa Puchar Davisa została nadana dopiero w roku 1945, po śmierci pomysłodawcy zawodów. W latach 1950–1967 turniej zdominowała Australia, wygrywając 15 razy w ciągu 18 lat. Niekwestionowanym liderem jest jednak USA – zwycięzca 32 edycji.
W setnej edycji Pucharu Davisa w turnieju wzięło udział 129 państw.

## Wyniki finałów
| Rok                                                               | Zwycięzcy         | Finaliści         | Wynik |
| 2025                                                              |                   |                   | 0:0   |
| 2024                                                              | Włochy            | Holandia          | 2:0   |
| 2023                                                              | Włochy            | Australia         | 2:0   |
| 2022                                                              | Kanada            | Australia         | 2:0   |
| 2020–2021                                                         | Rosja             | Chorwacja         | 2:0   |
| 2019                                                              | Hiszpania         | Kanada            | 2:0   |
| 2018                                                              | Chorwacja         | Francja           | 3:1   |
| 2017                                                              | Francja           | Belgia            | 3:2   |
| 2016                                                              | Argentyna         | Chorwacja         | 3:2   |
| 2015                                                              | Wielka Brytania   | Belgia            | 3:1   |
| 2014                                                              | Szwajcaria        | Francja           | 3:1   |
| 2013                                                              | Czechy            | Serbia            | 3:2   |
| 2012                                                              | Czechy            | Hiszpania         | 3:2   |
| 2011                                                              | Hiszpania         | Argentyna         | 3:1   |
| 2010                                                              | Serbia            | Francja           | 3:2   |
| 2009                                                              | Hiszpania         | Czechy            | 5:0   |
| 2008                                                              | Hiszpania         | Argentyna         | 3:1   |
| 2007                                                              | Stany Zjednoczone | Rosja             | 4:1   |
| 2006                                                              | Rosja             | Argentyna         | 3:2   |
| 2005                                                              | Chorwacja         | Słowacja          | 3:2   |
| 2004                                                              | Hiszpania         | Stany Zjednoczone | 3:2   |
| 2003                                                              | Australia         | Hiszpania         | 3:1   |
| 2002                                                              | Rosja             | Francja           | 3:2   |
| 2001                                                              | Francja           | Australia         | 3:2   |
| 2000                                                              | Hiszpania         | Australia         | 3:1   |
| 1999                                                              | Australia         | Francja           | 3:2   |
| 1998                                                              | Szwecja           | Włochy            | 4:1   |
| 1997                                                              | Szwecja           | Stany Zjednoczone | 5:0   |
| 1996                                                              | Francja           | Szwecja           | 3:2   |
| 1995                                                              | Stany Zjednoczone | Rosja             | 3:2   |
| 1994                                                              | Szwecja           | Rosja             | 4:1   |
| 1993                                                              | Niemcy            | Australia         | 4:1   |
| 1992                                                              | Stany Zjednoczone | Szwajcaria        | 3:1   |
| 1991                                                              | Francja           | Stany Zjednoczone | 3:1   |
| 1990                                                              | Stany Zjednoczone | Australia         | 3:2   |
| 1989                                                              | RFN               | Szwecja           | 3:2   |
| 1988                                                              | RFN               | Szwecja           | 4:1   |
| 1987                                                              | Szwecja           | Indie             | 5:0   |
| 1986                                                              | Australia         | Szwecja           | 3:2   |
| 1985                                                              | Szwecja           | RFN               | 3:2   |
| 1984                                                              | Szwecja           | Stany Zjednoczone | 4:1   |
| 1983                                                              | Australia         | Szwecja           | 3:2   |
| 1982                                                              | Stany Zjednoczone | Francja           | 4:1   |
| 1981                                                              | Stany Zjednoczone | Argentyna         | 3:1   |
| 1980                                                              | Czechosłowacja    | Włochy            | 4:1   |
| 1979                                                              | Stany Zjednoczone | Włochy            | 5:0   |
| 1978                                                              | Stany Zjednoczone | Wielka Brytania   | 4:1   |
| 1977                                                              | Australia         | Włochy            | 3:1   |
| 1976                                                              | Włochy            | Chile             | 4:1   |
| 1975                                                              | Szwecja           | Czechosłowacja    | 3:2   |
| 1974                                                              | RPA               | Indie             | wo.   |
| 1973                                                              | Australia         | Stany Zjednoczone | 5:0   |
| 1972                                                              | Stany Zjednoczone | Rumunia           | 3:2   |
| 1971                                                              | Stany Zjednoczone | Rumunia           | 3:2   |
| 1970                                                              | Stany Zjednoczone | RFN               | 5:0   |
| 1969                                                              | Stany Zjednoczone | Rumunia           | 5:0   |
| 1968                                                              | Stany Zjednoczone | Australia         | 4:1   |
| 1967                                                              | Australia         | Hiszpania         | 4:1   |
| 1966                                                              | Australia         | Indie             | 4:1   |
| 1965                                                              | Australia         | Hiszpania         | 4:1   |
| 1964                                                              | Australia         | Stany Zjednoczone | 3:2   |
| 1963                                                              | Stany Zjednoczone | Australia         | 3:2   |
| 1962                                                              | Australia         | Meksyk            | 5:0   |
| 1961                                                              | Australia         | Włochy            | 5:0   |
| 1960                                                              | Australia         | Włochy            | 4:1   |
| 1959                                                              | Australia         | Stany Zjednoczone | 3:2   |
| 1958                                                              | Stany Zjednoczone | Australia         | 3:2   |
| 1957                                                              | Australia         | Stany Zjednoczone | 3:2   |
| 1956                                                              | Australia         | Stany Zjednoczone | 5:0   |
| 1955                                                              | Australia         | Stany Zjednoczone | 5:0   |
| 1954                                                              | Stany Zjednoczone | Australia         | 3:2   |
| 1953                                                              | Australia         | Stany Zjednoczone | 3:2   |
| 1952                                                              | Australia         | Stany Zjednoczone | 4:1   |
| 1951                                                              | Australia         | Stany Zjednoczone | 3:2   |
| 1950                                                              | Australia         | Stany Zjednoczone | 4:2   |
| 1949                                                              | Stany Zjednoczone | Australia         | 4:1   |
| 1948                                                              | Stany Zjednoczone | Australia         | 5:0   |
| 1947                                                              | Stany Zjednoczone | Australia         | 4:1   |
| 1946                                                              | Stany Zjednoczone | Australia         | 5:0   |
| 1940 – 1945 – zawody nie odbywały się z powodu II wojny światowej |                   |                   |       |
| 1939                                                              | Australia         | Stany Zjednoczone | 3-2   |
| 1938                                                              | Stany Zjednoczone | Australia         | 3-2   |
| 1937                                                              | Stany Zjednoczone | Wielka Brytania   | 4-1   |
| 1936                                                              | Wielka Brytania   | Australia         | 3-2   |
| 1935                                                              | Wielka Brytania   | Stany Zjednoczone | 5-0   |
| 1934                                                              | Wielka Brytania   | Stany Zjednoczone | 4-1   |
| 1933                                                              | Wielka Brytania   | Francja           | 3-2   |
| 1932                                                              | Francja           | Stany Zjednoczone | 3-2   |
| 1931                                                              | Francja           | Wielka Brytania   | 3-2   |
| 1930                                                              | Francja           | Stany Zjednoczone | 4-1   |
| 1929                                                              | Francja           | Stany Zjednoczone | 3-2   |
| 1928                                                              | Francja           | Stany Zjednoczone | 4-1   |
| 1927                                                              | Francja           | Stany Zjednoczone | 3-2   |
| 1926                                                              | Stany Zjednoczone | Francja           | 4-1   |
| 1925                                                              | Stany Zjednoczone | Francja           | 5-0   |
| 1924                                                              | Stany Zjednoczone | Australia         | 5-0   |
| 1923                                                              | Stany Zjednoczone | Australia         | 4-1   |
| 1922                                                              | Stany Zjednoczone | Australia         | 4-1   |
| 1921                                                              | Stany Zjednoczone | Japonia           | 5-0   |
| 1920                                                              | Stany Zjednoczone | Australia         | 5-0   |
| 1919                                                              | Australia         | Wielka Brytania   | 4-1   |
| 1915 – 1918 – zawody nie odbywały się z powodu I wojny światowej  |                   |                   |       |
| 1914                                                              | Australia         | Stany Zjednoczone | 3-2   |
| 1913                                                              | Stany Zjednoczone | Wielka Brytania   | 3-2   |
| 1912                                                              | Wielka Brytania   | Australazja       | 3-2   |
| 1911                                                              | Australazja       | Stany Zjednoczone | 5-0   |
| 1910 – turniej nie odbył się                                      |                   |                   |       |
| 1909                                                              | Australazja       | Stany Zjednoczone | 5-0   |
| 1908                                                              | Australazja       | Stany Zjednoczone | 3-2   |
| 1907                                                              | Australazja       | Wielka Brytania   | 3-2   |
| 1906                                                              | Wielka Brytania   | Stany Zjednoczone | 5-0   |
| 1905                                                              | Wielka Brytania   | Stany Zjednoczone | 5-0   |
| 1904                                                              | Wielka Brytania   | Belgia            | 5-0   |
| 1903                                                              | Wielka Brytania   | Stany Zjednoczone | 4-1   |
| 1902                                                              | Stany Zjednoczone | Wielka Brytania   | 3-2   |
| 1901 – turniej nie odbył się                                      |                   |                   |       |
| 1900                                                              | Stany Zjednoczone | Wielka Brytania   | 3-0   |

## Podział na grupy
| Poziom | Grupy                                 | Grupy                                           | Grupy                                           | Grupy                                            |
| ------ | ------------------------------------- | ----------------------------------------------- | ----------------------------------------------- | ------------------------------------------------ |
| 1      | Grupa światowa 16 państw              | Grupa światowa 16 państw                        | Grupa światowa 16 państw                        | Grupa światowa 16 państw                         |
| 2      | Strefa amerykańska Grupa I 6 państw   | Strefa europejsko-afrykańska Grupa I 12 państw  | Strefa europejsko-afrykańska Grupa I 12 państw  | Strefa azjatycko-australijska Grupa I 6 państw   |
| 3      | Strefa amerykańska Grupa II 8 państw  | Strefa europejsko-afrykańska Grupa II 16 państw | Strefa europejsko-afrykańska Grupa II 16 państw | Strefa azjatycko-australijska Grupa II 8 państw  |
| 4      | Strefa amerykańska Grupa III 9 państw | Grupa III Europa 13 państw                      | Grupa III Afryka 15 państw                      | Strefa azjatycko-australijska Grupa III 8 państw |
| 5      |                                       |                                                 |                                                 | Strefa azjatycko-australijska Grupa IV 11 państw |

## Statystyki

### Najwięcej zwycięstw
| Państwo                 | Liczba zwycięstw |
| ----------------------- | ---------------- |
| Stany Zjednoczone       | 32               |
| Australia               | 28               |
| Francja                 | 10               |
| Wielka Brytania         | 10               |
| Szwecja                 | 7                |
| Hiszpania               | 6                |
| Czechosłowacja · Czechy | 3                |
| RFN · Niemcy            | 3                |
| Włochy                  | 3                |
| Chorwacja               | 2                |
| Rosja                   | 2                |
| Argentyna               | 1                |
| Południowa Afryka       | 1                |
| Serbia                  | 1                |
| Szwajcaria              | 1                |
| Kanada                  | 1                |